# عبدالله نورایی
عبدالله (شاهپور) نورایی (متولد ۱۳۰۰ خورشیدی) تیمسار بازنشستهٔ خلبان نیرو هوایی ارتش شاهنشاهی، فرمانده پایگاه شیراز و معاون هواپیمایی ایران ایر بوده‌است و یکی از مترجمان سبک علمی-تخیلی است. از جمله برگردان‌های او می‌توان به هیولایی از فضا اثر رابرت هاین‌لاین، ۲۰۰۱: اودیسه فضایی (تحت نام راز کیهان)، فضا میعادگاه ما و رامای ۲ اثر آرتور سی کلارک اشاره کرد.